# Sahariana (indumentària)

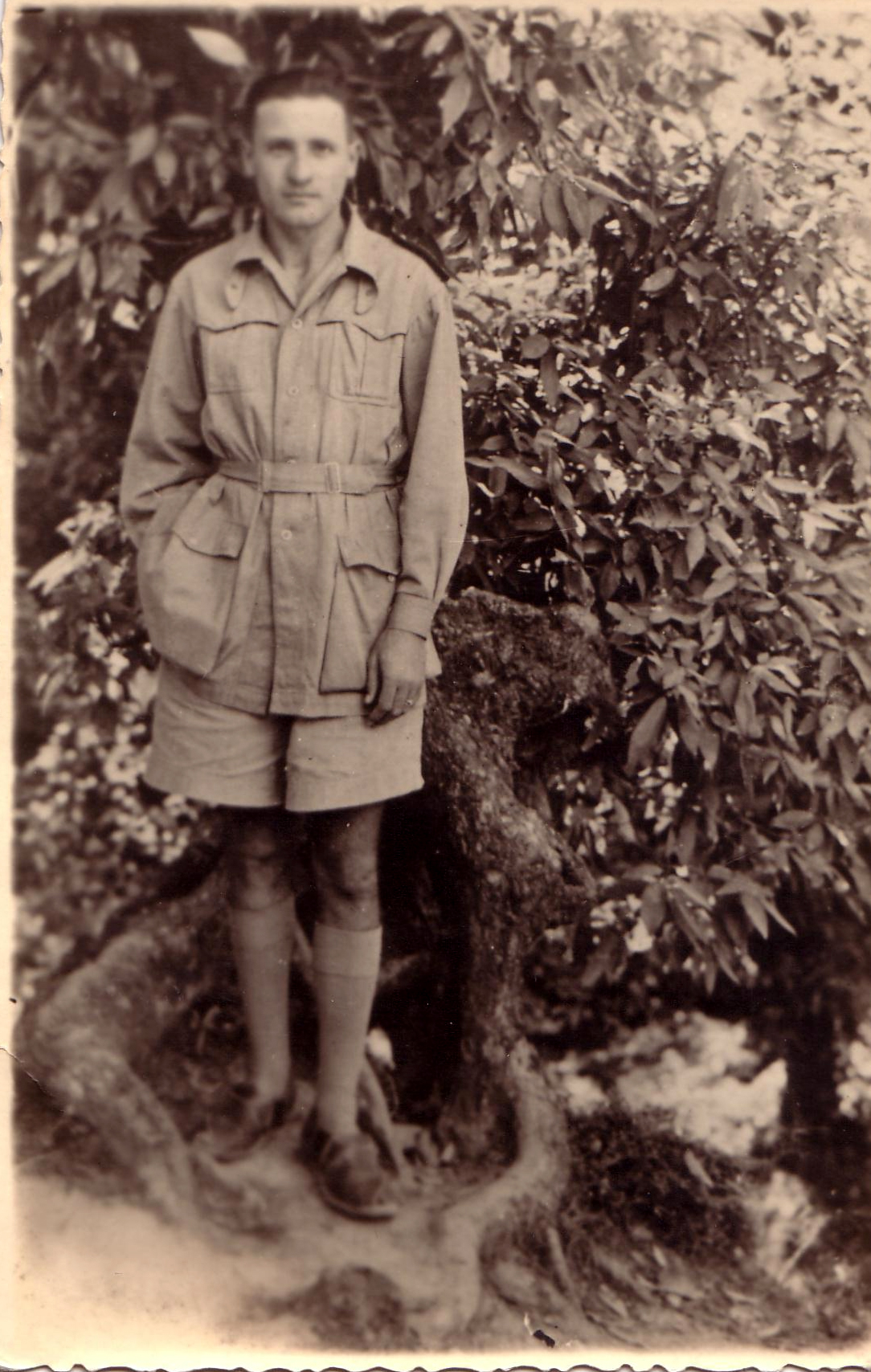
Militar italià amb sahariana d'oficial model 1940.

La sahariana és una jaqueta folgada, de teixit fresc, amb forma de guerrera, dotada de cinturó incorporat, butxaques frontals (al pit i als faldons), típicament de plecs, i, generalment, muscleres separables; pot ser de coll girat o de solapes, i no és rar que el puny sigui muntat. Generalment és de tons caquis o ocres. Es pot dur per damunt de camisa o samarreta, o bé directament sobre el tors, en comptes de la camisa.

## La sahariana de tradició anglosaxona
Inspirada en el disseny de la guerrera militar, més o menys creuada amb la camisa, la sahariana sorgí en el pas del segle xix al XX entre els caçadors angloafricans com a peça pràctica i fresca amb què anar de safari (generalment en combinació amb salacot i pantalons curts o de muntar); d'ací el nom anglès de la peça, safari jacket ('jaqueta de safari') o bush jacket ('jaqueta de bosc').
Durant un parell de dècades aquesta peça formà part de la uniformologia militar britànica. En efecte, l'uniforme tropical britànic en verd jungla (jungle green), un cop descartada la caçadora de tipus battledress de la primera versió (m. 1943), tenia com a peça superior opcional, vora la simple camisa (m. 1944), una bush jacket (m. 1950) que venia a ésser un híbrid de jaqueta camisera i sahariana, en la línia de la jaqueta d'explorador, però que, a efectes pràctics, podríem relacionar amb la jaqueta de campanya. El 1972 aquesta peça s'extingí, amb la resta de l'uniforme jungle green, en adoptar-se la versió tropical de l'uniforme DPM, la peça superior del qual era una jaqueta de campanya pròpiament dita.

## La sahariana militar clàssica italiana
La sahariana fou incorporada a la uniformologia militar per l'exèrcit italià, com a versió tropical de la guerrera, en diversos models adoptats a partir de 1929. Com que en principi era destinada a les tropes colonials destacades al Sàhara (a Líbia, per exemple), rebé oficialment la denominació de sahariana, nom amb què s'ha transmès de l'italià no tan sols al català, sinó també a la majoria d'altres llengües romàniques (esp. sahariana, fr. saharienne, port. saariana). Aquest origen saharià explica, així mateix, la mena de coloració típica d'aquesta peça. Convé recordar, a més, que el tipus de butxaca de plecs i de manxa, característic de la sahariana (bé que ja usat prèviament en molts models de guerrera), es coneix sovint com a butxaca sahariana.

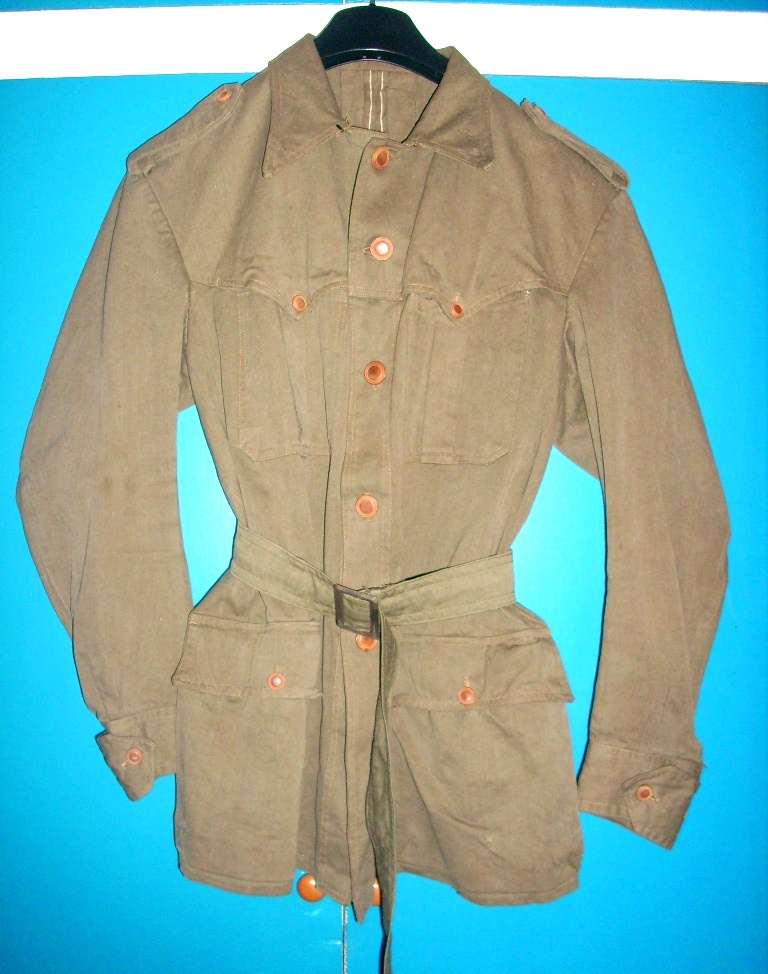
Sahariana m. 1943 de l'exèrcit espanyol

La sahariana militar italiana coneixeria la versió clàssica amb els models de 1935 i 1940, en què les espatlles es componien d'un canesú aplicat, de tipus gavardina, que sobre el frontal s'aprofitava alhora per a formar les tapetes de les butxaques (tasche a pipistrello). Aquest canesú identifica la sahariana per excel·lència.
La versió clàssica de la sahariana (és a dir, amb canesú aplicat) fou estrenada en la guerra d'Abissínia.
En principi, la sahariana era privativa de l'oficialitat colonial. La tropa colonial usava el camiciotto sahariano, una brusa tropical d'estil bastant anàleg a la sahariana, però generalment tancada i sense el canesú aplicat.
Exèrcit a banda, pels volts de 1936 la sahariana s'havia estès no tan sols a l'Armada i la Força Aèria, sinó també, reglamentàriament, i a la metròpoli, a altra mena d'organismes uniformats de la Itàlia feixista, començant pel mateix partit (PNF) i acabant per cert funcionariat civil.
Durant la Guerra Civil Espanyola (1936-1939) tots els graus del CTV usaven la sahariana com a guerrera d'estiu.
A l'exèrcit metropolità la sahariana fou autoritzada a partir de 1941-1942, sobretot al sud i per a estiu. Posteriorment la peça fou popular, ara ja entre tots els graus, tant al nord, entre les forces de la República Social Italiana, com entre les forces antifeixistes del sud.
Una variant peculiar de sahariana fou el model per a paracaigudista de 1941, oberta en punta però sense coll ni solapes; a la RSI fou la peça superior reglamentària de la Xa MAS (1943-1945).
En la postguerra la sahariana es deixà a extingir. Als anys vuitanta tingué un breu retorn com a peça alternativa d'estiu, en versió de màniga curta 
La sahariana militar italiana tingué èxit entre tots aquells exèrcits que hi entraren en contacte: per exemple, al nord d'Àfrica fou imitada pels nazis, mentre que els britànics no s'estaven d'usar-ne exemplars capturats. A l'Espanya franquista, a partir de 1943 la guerrera d'estiu fou una imitació prou fidel de la sahariana italiana a pipistrello; la tropa, en particular, la duria pràcticament per a tot ús fins a l'aparició d'uniformes més moderns, específics de passeig (1960, 1964) i de campanya (1967/68).

## La sahariana com a article de moda civil
En imitació civil, més o menys fidel o reelaborada per modistes de prestigi, la sahariana ha estat de moda internacionalment en diversos períodes, a partir dels anys trenta, com a jaqueta civil d'estiu, informal i de temps lliure, de vegades amb màniga curta. Inicialment d'ús masculí, a partir dels anys seixanta es considera unisex. Segons els períodes s'imita l'estil d'explorador anglès o l'estil militar italià.